# Masaya Nakamura
Masaya Nakamura (中村雅哉, Nakamura Masaya, Tóquio, 24 de dezembro de 1925 – Tóquio, 22 de janeiro de 2017) foi um empresário japonês. Masaya é o fundador da empresa Namco.
Em 1955, o empresário fundou a empresa "Nakamura Manufacturing Ltd." para a fabricação de equipamentos mecânicos para diversão. No início da década de 1960, a empresa foi renomeada para Nakamura Manufacturing Co., cuja nome fantasia tornou-se Namco, utilizando-se as inicias da razão social. O primeiro game da empresa, foi o F1, uma jogo eletromecânico lançado em 1976.
Em 2007, o governo japonês condecorou o empresário com a comenda Ordem do Sol Nascente e em 2010, foi incluído no "International Video Game Hall of Fame" dos Estados Unidos.